# Пушкари (Крым)
Пушкари́ (до 1948 года Тали́-Иля́к; укр. Пушкарі, крымскотат. Taliy İlâq, Талий Илякъ) — исчезнувшее село в Красногвардейском районе Республики Крым, располагавшееся на западе района, в степной части Крыма, в 2,5 км к юго-западу от современного села Котельниково.

## История
Первое документальное упоминание села встречается в Камеральном Описании Крыма… 1784 года, судя по которому, в последний период Крымского ханства Талы Кесеги Лак входил в Ташлынский кадылык Акмечетского каймаканства. После присоединения Крыма к России (8) 19 апреля 1783 года, (8) 19 февраля 1784 года, именным указом Екатерины II сенату, на территории бывшего Крымского Ханства была образована Таврическая область и деревня была приписана к Перекопскому уезду. После Павловских реформ, с 1796 по 1802 год, входила в Акмечетский уезд Новороссийской губернии. По новому административному делению, после создания 8 (20) октября 1802 года Таврической губернии, Тали-Иляк был включён в состав Кучук-Кабачской волости Перекопского уезда.
По Ведомости о всех селениях в Перекопском уезде состоящих с показанием в которой волости сколько числом дворов и душ… от 21 октября 1805 года в деревне Муллалар Эли-Тама-Иляк  числилось 11 дворов, 71 крымский татарин, 13 ясыров и 13 цыган.
На военно-топографической карте генерал-майора Мухина 1817 года обозначена деревня Лепендилер ляк, в которой вместе с Дюрт улеляком было 27 дворов. После реформы волостного деления 1829 года Карачи-Иляк, согласно «Ведомости о казённых волостях Таврической губернии 1829 года» отнесли к Айтуганской волости. Затем, видимо, в результате эмиграции крымских татар, деревня заметно опустела и на карте 1836 года в деревне 2 двора, а на карте 1842 года Тали-Иляк обозначен условным знаком «малая деревня», то есть, менее 5 дворов.
В 1860-х годах, после земской реформы Александра II, деревню включили в состав Айбарской волости. Примерно в эти годы в опустевшей, вследствие эмиграции крымских татар, особенно массовой после Крымской войны 1853—1856 годов, в Турцию, деревне поселились немцы лютеране — выходцы из беловежских колоний. В «Списке населённых мест Таврической губернии по сведениям 1864 года», составленном по результатам VIII ревизии 1864 года, Тали-Иляк — деревня общества немецких колонистов с 2 дворами и 9 жителями при колодцахъ. По обследованиям профессора А. Н. Козловского начала 1860-х годов, вода в колодцах деревни была пресная «но весьма глубокая, от от 25 до 30 саженей и более» (53—64 м). На трёхверстовой карте Шуберта 1865—1876 года в деревне обозначено 4 двора. Согласно «Памятной книге Таврической губернии 1889 года», по результатам Х ревизии 1887 года, в деревне Тали-Иляк, уже Григорьевской волости, числилось 8 дворов и 40 жителей.
После земской реформы 1890 года Тали-Иляк отнесли к Бютеньской волости. Согласно «…Памятной книжке Таврической губернии на 1892 год», в деревне Тали-Иляк, входившей в Тали-Илякское сельское общество, было 34 жителя в 7 домохозяйствах. По «…Памятной книжке Таврической губернии на 1900 год» в деревне числилось 122 жителя в 12 дворах. В 1904 году население составило 87 человек, в 1911— 75. По Статистическому справочнику Таврической губернии. Ч.II-я. Статистический очерк, выпуск пятый Перекопский уезд, 1915 год, в деревне Тали-Иляк Бютеньской волости Перекопского уезда числилось 9 дворов (4 двора с землёй, 5 — безземельные) с немецким населением в количестве 29 человек приписных жителей и 94 — «посторонних», из которых 76 мужчин и 47 женщин. Жители владели 1868 десятинами удобной земли. В хозяйствах имелось 117 лошадей, 166 волов, 70 коров и 96 голов мелкого скота.
После установления в Крыму Советской власти и учреждения 18 октября 1921 года Крымской АССР, в составе Симферопольского уезда был образован Биюк-Онларский район, в состав которого включили село. В 1922 году уезды получили название округов. 11 октября 1923 года, согласно постановлению ВЦИК, в административное деление Крымской АССР были внесены изменения, в результате которых был ликвидирован Биюк-Онларский район и село включили в состав Симферопольского. Согласно Списку населённых пунктов Крымской АССР по Всесоюзной переписи 17 декабря 1926 года, в селе Тали-Иляк, Джамбулду-Конратского сельсовета Симферопольского района, числилось 24 двора, из них 20 крестьянских, население составляло 131 человек, из них 101 немец, 21 украинец, 5 русских, 4 татар, действовала немецкая школа. Постановлением КрымЦИКа от 15 сентября 1930 года был вновь создан Биюк-Онларский район, теперь как национальный (лишённый статуса национального постановлением Оргбюро ЦК КПСС от 20 февраля 1939 года) немецкий (указом Президиума Верховного Совета РСФСР № 621/6 от 14 декабря 1944 года переименованный в Октябрьский), в который включили село. Вскоре после начала Великой Отечественной войны, 18 августа 1941 года крымские немцы были выселены, сначала в Ставропольский край, а затем в Сибирь и северный Казахстан.
После освобождения Крыма от фашистов в апреле, 12 августа 1944 года было принято постановление № ГОКО-6372с «О переселении колхозников в районы Крыма» и в сентябре 1944 года в район приехали первые новоселы (57 семей) из Винницкой и Киевской областей, а в начале 1950-х годов последовала вторая волна переселенцев из различных областей Украины. С 25 июня 1946 года Тали-Иляк в составе Крымской области РСФСР. Указом Президиума Верховного Совета РСФСР от 18 мая 1948 года, Тали-Иляк переименовали в Пушкари. 26 апреля 1954 года Крымская область была передана из состава РСФСР в состав УССР. Время включения в Краснознаменский сельсовет пока не установлено: на 15 июня 1960 года село уже числилось в его составе. Указом Президиума Верховного Совета УССР «Об укрупнении сельских районов Крымской области», от 30 декабря 1962 года, Октябрьский район был упразднён и Пушкари присоединили к Красногвардейскому району. Ликвидировано в период между 1968 годом, когда село ещё числилось в составе Краснознаменского сельсовета и 1977-м, когда Пушкари уже числились в списке упразднённых.

### Динамика численности населения
| - 1805 год — 97 чел. - 1864 год — 9 чел. - 1889 год — 40 чел. - 1892 год — 34 чел. - 1900 год — 122 чел. | - 1904 год — 87 чел. - 1911 год — 75 чел. - 1915 год — 29/94 чел. - 1926 год — 131 чел. |